# Elaeocarpus blascoi
Espèce
Statut de conservation UICN

 EN B1+2c : En danger
Elaeocarpus blascoi est une espèce de plantes dicotylédones de la famille des Elaeocarpaceae.
C'est un arbre à feuilles persistantes simples qui peut atteindre 20 mètres de haut, endémique des monts Palni et Kodaikanal (Ghats occidentaux) dans l'État du Tamil Nadu (Inde).
L'espèce est inscrite comme espèce en danger (EN) dans la liste rouge de l'UICN.
Découvert à Bear Shola dans les monts Palni en 1970, l'arbre n'a pas été retrouvé lors d'une expédition d'exploration de
la flore de cette région en 1999 et a été considéré alors comme éteint. Un seul exemplaire vivant a été observé en 2000 dans la région  de Kodaikanal, dans les franges de la forêt humide sempervirente à plus de 2150 m d'altitude.